# Escut de Poboleda
L'escut de Poboleda és un símbol oficial d'aquest municipi del Priorat i es descriu mitjançant el llenguatge tècnic de l'heràldica amb el següent blasonament:
«Escut caironat: de gules, dues claus passades en sautor amb les dents a dalt i mirant cap enfora, la d'or en banda i passant per damunt de la d'argent en barra, acompanyades al cap d'una escala creuada d'or i a la punta d'una faixa ondada d'argent. Per timbre, una corona de vila.»
Va ser aprovat el 22 de maig de 2019 i publicat al DOGC el 28 de maig del mateix any amb el número 7884.

## Disseny
L'escut incorpora dues claus passades en sautor, que representen el patró local, sant Pere, una escala que simbolitza la cartoixa d'Escaladei, i una faixa ondada, pel pas del riu Siurana per la població.